# Banco Nórdico de Inversión

Logo del Banco Nórdico de Inversión

El Banco de Nórdico de Inversión (NIB por sus siglas en inglés) es una institución financiera internacional fundada en 1975 por los cinco países nórdicos: Dinamarca, Finlandia, Islandia, Noruega y Suecia. Empezó sus operaciones en agosto de 1976. En 2005 Estonia, Letonia y Lituania se hicieron miembros del Banco. La sede del NIB se encuentra en Helsinki, Finlandia. El NIB adquiere los fondos para sus préstamos acudiendo a los mercados de capitales internacionales.

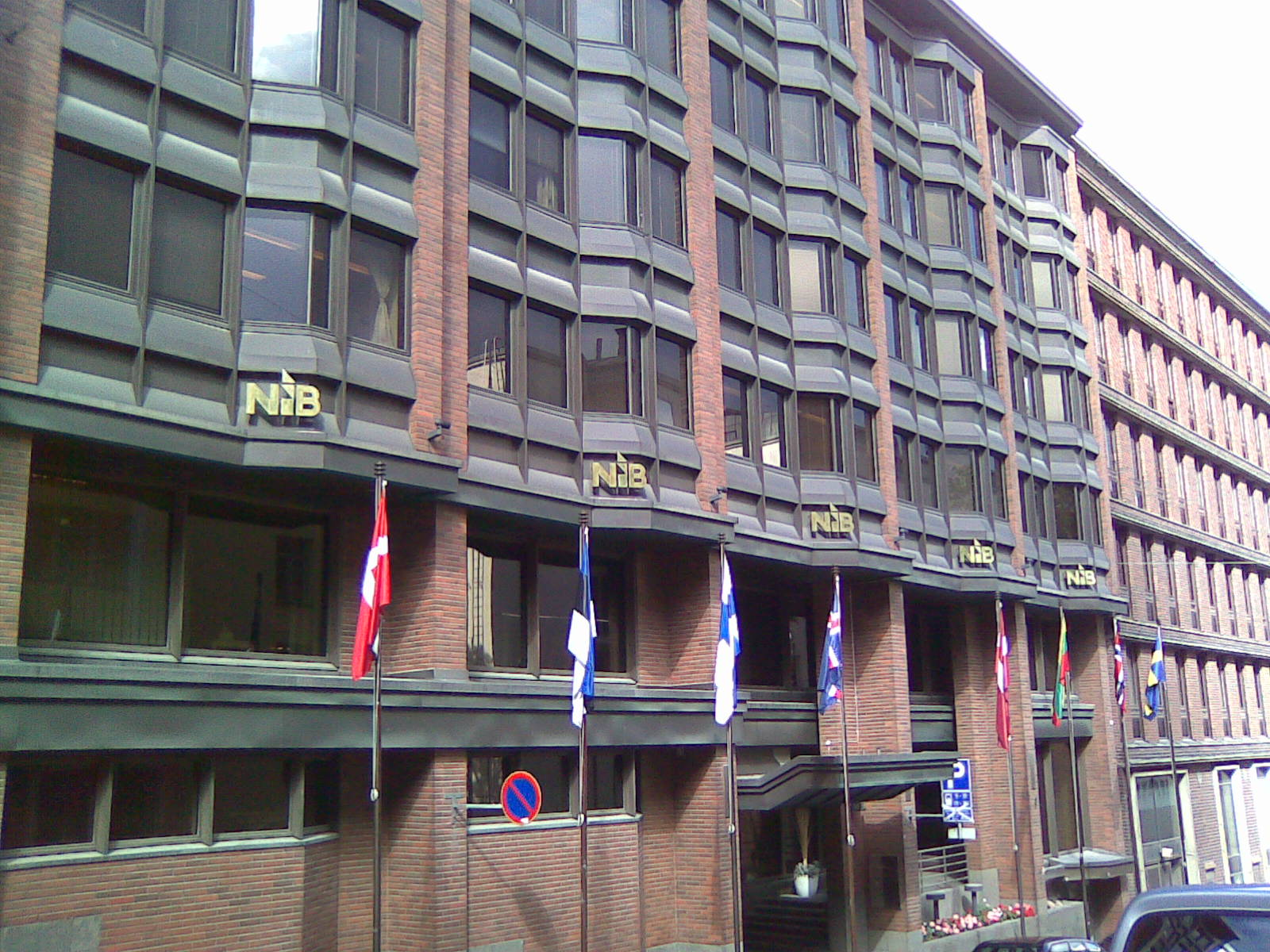
Oficinas del Banco Nórdico de Inversión en Helsinki.

## Estrategia
Para mejorar la competitividad de sus países miembros, los proyectos financiados por el NIB fomentan el crecimiento de productividad a través de:
- la innovación y el progreso técnicos,
- el desarrollo de capital humano,
- las mejoras en infraestructura, y
- el aumento de la eficacia del mercado.

En cuestiones de medio ambiente, el NIB presta a proyectos que llevan a:
- mejora de la eficiencia en el uso de recursos,
- desarrollo de una economía baja en carbono competitiva,
- protección del medio ambiente y de los servicios del ecosistema, o
- desarrollo de tecnología limpia.

El NIB tiene una significativa cartera de préstamos medioambientales fuera de sus países miembros, incluidas las regiones del Mar Báltico y el Mar de Barents.
Los proyectos que se considera financiar se analizan desde una perspectiva de crecimiento sostenible. El NIB valora su impacto en la competitividad y el medio ambiente así como sus efectos indirectos en la economía y la sociedad. 
El NIB adquiere los fondos para sus préstamos acudiendo a los mercados internacionales de capitales. Las agencias de calificación Standard & Poor's y Moody's han asignado a los bonos del banco las calificaciones crediticias AAA/Aaa.

## Estructura y administración
Cada país miembro designa un gobernador para la junta de gobernadores del NIB, que es el órgano decisorio supremo. El comité de control es el órgano supervisor. La junta de directores toma las decisiones sobre la política de operaciones y aprueba las transacciones financieras propuestas por el presidente. El presidente del NIB es responsable de las operaciones del día a día. Es apoyado por los comités de activos y riesgos, de crédito, de finanzas y ejecutivo, y por el consejo TIC (tecnologías de la información y comunicaciones). 
El banco tiene unos 180 empleados de todos los países miembros. Su sede se encuentra en Helsinki, Finlandia. Sus lenguas oficiales del Banco son el inglés y el sueco. 
El NIB promueve la transparencia, la previsibilidad, la rendición de cuentas, la responsabilidad y la comunicación pública como los principios generales que realzan y fomentan la buena gobernanza.

## Marco legal
El NIB está regido por sus documentos constitutivos, concretamente el acuerdo entre sus países miembros y los estatutos, así como el Acuerdo de Sede firmado por el banco y el Gobierno de Finlandia. Estos documentos establecen que el NIB es la institución financiera internacional común de los países miembros y tiene el mismo estatus que otras personas jurídicas que realizan operaciones similares dentro y fuera de los países miembros. Además, dichos documentos estipulan que el NIB tiene el estatus de una persona jurídica internacional con plena capacidad legal, definen las inmunidades y privilegios del banco y su personal y establecen la estructura de gobernanza del banco.

## Cooperación
El NIB da una gran importancia a su cooperación con otras instituciones financieras. Su objetivo es añadir valor a sus clientes complementando otras fuentes de financiación con préstamos a largo plazo y garantías. El NIB coopera y cofinancia proyectos con otras instituciones financieras internacionales y bancos multilaterales regionales, así como con prestamistas públicos y privados, como instituciones de crédito a la exportación, autoridades de cooperación al desarrollo y bancos comerciales. El NIB pertenece al Grupo Nórdico de Finanzas que consta de cuatro instituciones financieras internacionales situadas juntas en Helsinki. El NIB canaliza su financiación a pymes a través de intermediarios locales. 
El NIB participa activamente en la Asociación Medioambiental Dimensión Norte (NDEP por sus siglas en inglés). Respecto a cooperación medioambiental, el NIB también ha firmado la declaración de principios europeos del medio ambiente junto con otras 4 instituciones financieras internacionales europeas. El banco acoge la secretaría de la Asociación Dimensión Norte para Transporte y Logística (NDPTL por sus siglas en inglés) establecida en 2009.
El NIB ha cooperado con instituciones financieras internacionales como el Banco Asiático de Desarrollo (BAsD), el Banco Africano de Desarrollo (BAfD); el Banco de Desarrollo del Consejo de Europa (suelen usarse para él sus siglas inglesas, CEB); el Banco Europeo para la Reconstrucción y el Desarrollo (BERD); el Banco Interamericano de Desarrollo (BID); así como el Banco Internacional de Reconstrucción y Fomento (BIRD), la Asociación Internacional de Fomento (AIF) y la Corporación Financiera Internacional (CFI) dentro del Grupo del Banco Mundial. Además el NIB tiene acuerdos de cooperación con 3 bancos multilaterales regionales: el Banco de Comercio y Desarrollo del Mar Negro, el Banco Centroamericano de Integración Económica (BCIE) y el Banco de Desarrollo de América Latina (CAF). A través de estas instituciones, el NIB puede operar también en países donde no tiene ningún acuerdo en cooperación financiera. 
El NIB es una de las 4 instituciones financieras que forman el Grupo Nórdico de Finanzas